# Emperor/Wrath of the Tyrant
Emperor/Wrath of the Tyrant – kompilacja norweskiego zespołu black metalowego Emperor wydana w 1998 roku przez wytwórnię płytową Candlelight Records. Wydawnictwo zawiera zremasterowane wersje dema Wrath of the Tyrant oraz minialbumu Emperor/Hordanes Land.

## Lista utworów
| Emperor (1993) | Emperor (1993)                          | Emperor (1993) |
| Nr             | Tytuł utworu                            | Długość        |
| -------------- | --------------------------------------- | -------------- |
| 1.             | „I Am the Black Wizards”                | 6:24           |
| 2.             | „Wrath of the Tyrant”                   | 4:15           |
| 3.             | „Night of the Graveless Souls”          | 4:17           |
| 4.             | „Cosmic Keys to My Creations and Times” | 6:22           |
|                |                                         | 21:18          |

| Wrath of the Tyrant (1992) | Wrath of the Tyrant (1992)     | Wrath of the Tyrant (1992) |
| Nr                         | Tytuł utworu                   | Długość                    |
| -------------------------- | ------------------------------ | -------------------------- |
| 1.                         | „Introduction”                 | 2:20                       |
| 2.                         | „Ancient Queen”                | 3:17                       |
| 3.                         | „My Empire's Doom”             | 4:34                       |
| 4.                         | „Forgotten Centuries”          | 2:51                       |
| 5.                         | „Night of the Graveless Souls” | 2:56                       |
| 6.                         | „Moon over Kara-Shehr”         | 4:25                       |
| 7.                         | „Witches Sabbath”              | 5:41                       |
| 8.                         | „Lord of the Storms”           | 2:10                       |
| 9.                         | „Wrath of the Tyrant”          | 3:58                       |
|                            |                                | 32:12                      |

## Twórcy
- Ihsahn – śpiew, gitara
- Samoth – gitara, perkusja
- Mortiis – gitara basowa
- Faust – perkusja